# Aranykapu zenekar

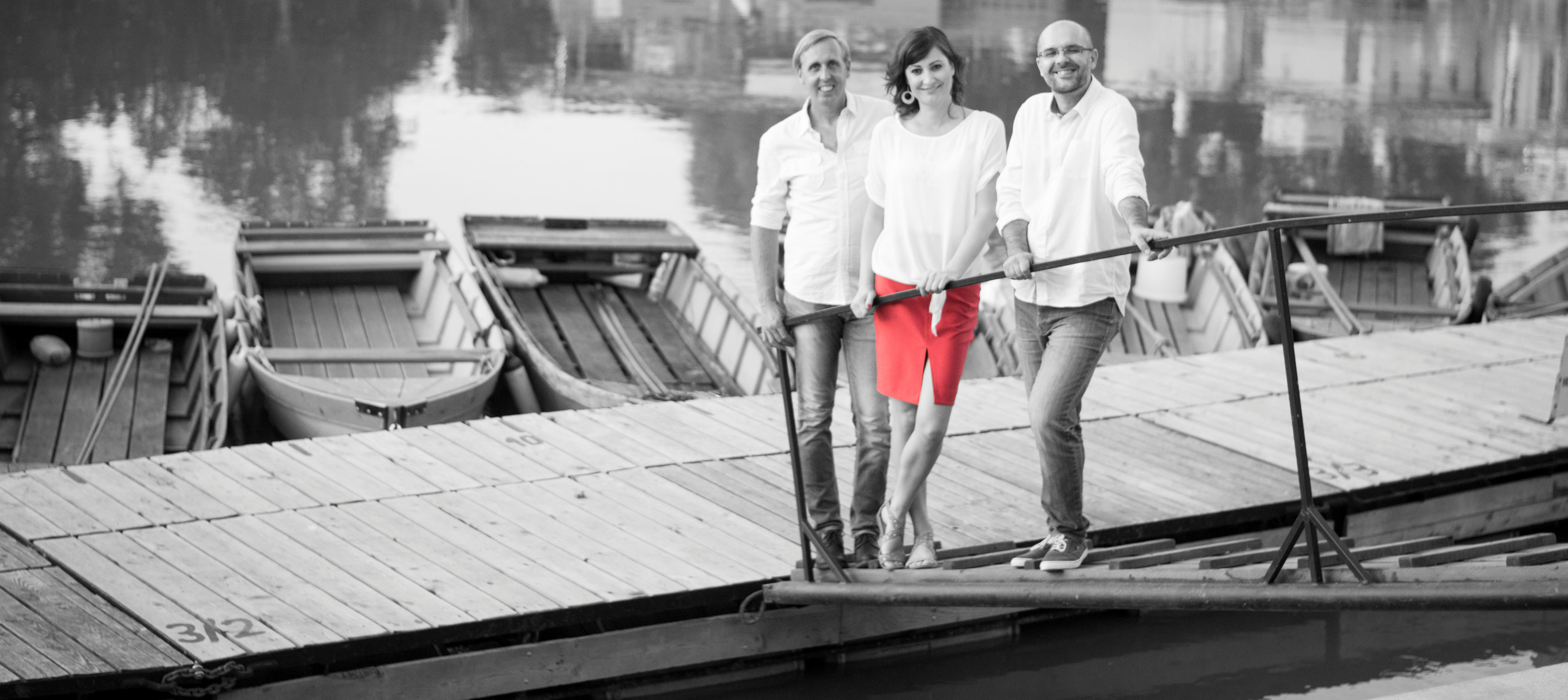

Az Aranykapu zenekar 2013-ban alakult Győrben. Elsősorban gyermekeknek szóló programokat kínálnak. Zenéjük jellemzője élőben, sokféle hangszeren megszólaló, egyedi hangzásvilág. Elsősorban a magyar népi- és gyermekjátékok kincsestárából válogattak és gondoltak újra dalokat. 2017-ben a zenekar már saját dalokkal is jelentkezett, illetve folyamatosan játssza felnőtteknek szóló zenés-irodalmi műsorát is.

## Története
Töreky Zsuzsi győri zenepedagógus, énekesnő több éven keresztül foglalkozott a kisgyermekek zenei nevelésével, zenei foglalkozások szervezésével, tartásával. 2011-ben jelentette meg Aranykapu című könyvét, melyet ismert és kevésbé köztudatban lévő mondókákból, dalokból, gyermekjátékokból szerkesztette. Az illusztrátor HoKata mosonmagyaróvári képzőművész volt.
E könyv sikeréből született az ötlet, hogy a gyerekekhez a zenén keresztül is közelebb lehetne vinni nem csak a dalokat, hanem a mondókákat is. Töreky Zsuzsi és Kiss Krisztián kezdett el foglalkozni a könyv megzenésítésével, és a munka kezdeti szakaszában csatlakozott Lőrincz Tamás is.
Így született meg 2013 decemberére az Aranykapu című lemez - s ennek kapcsán, illetve az induló koncertezés során vette fel a zenekar az Aranykapu zenekar nevet.

## Tagjai
Töreky Zsuzsi
Kiss Krisztián
Lőrincz Tamás

## Albumai
Aranykapu - 2013.
Daloló erdő - 2014.
Gyalogút - 2015.

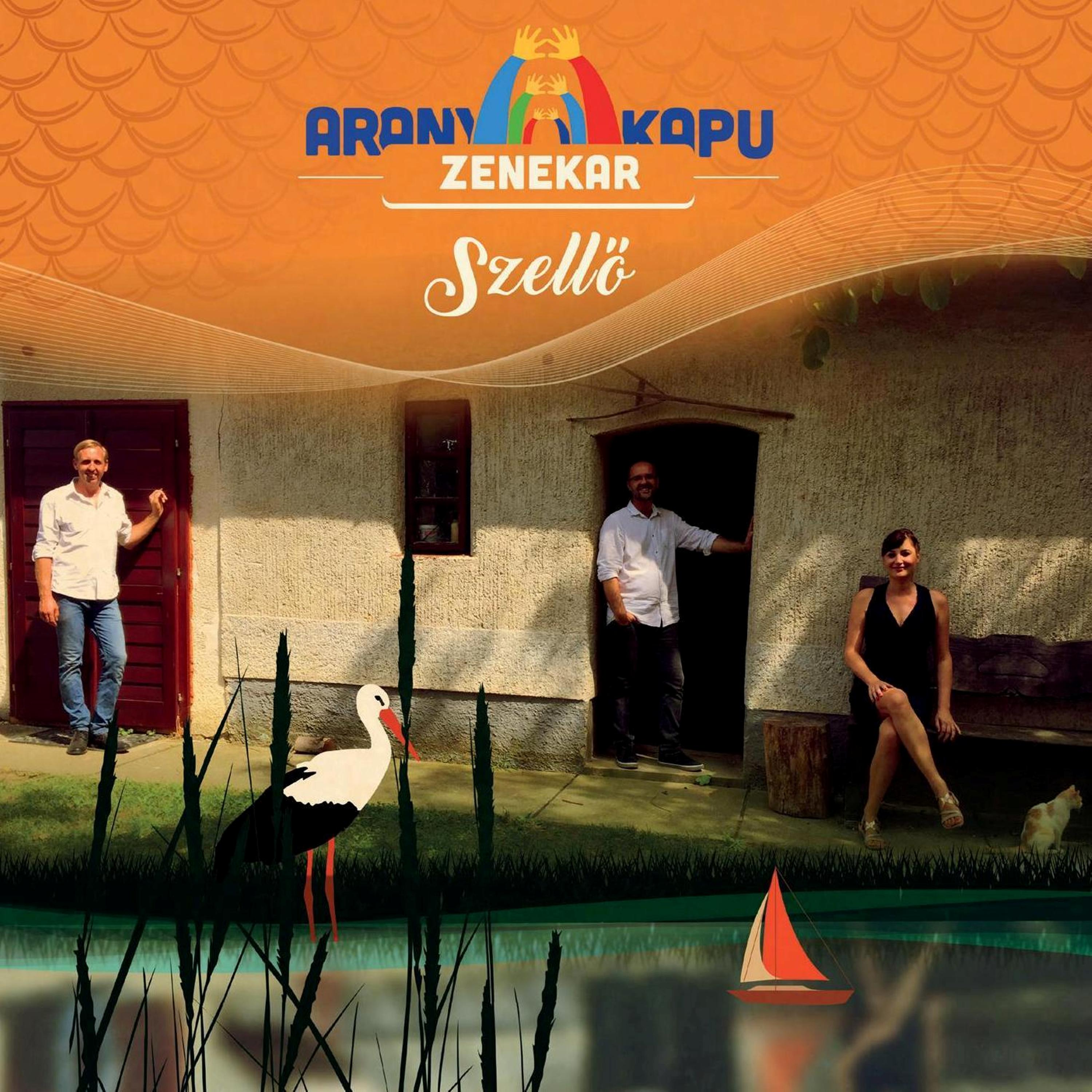
A legújabb lemez - megjelenés: 2017. október 1.

Várakozás - Karácsonyi album - 2015.
Pitypang - 2016.
Szellő - 2017.